# Sternum
Sternum (l. mn. sterna) – brzuszna (spodnia) część segmentów ciała budujących tułów i odwłok u stawonogów. Złożona z jednego lub więcej sklerytów zwanych płytkami brzusznymi lub sternitami. Sternity są brzusznymi częściami egzoszkieletu. Z niektórych mogą odchodzić do wewnątrz ciała wypustki zwane endosternitami, będące częścią endoszkieletu i punktem zaczepu mięśni. Pojedynczy sternit lub sternum może obejmować jeden, więcej lub tylko część brzusznego rejonu danego segmentu. Płytki brzuszne charakteryzują się u stawonogów większą zmiennością niż tergity i mogą być obecne lub nie w tej samej głównej grupie taksonomicznej, a gdy występują, odznaczają się dużą różnorodnością kształtów i form nawet w różnych regionach ciała u przedstawicieli tego samego gatunku. Snodgrass zaleca stosowanie nazwy sternum do przypadków, gdy jest ono jedno na danym segmencie, zaś sternit do jednostek, na które wtórnie zostało podzielone sternum, zaznaczając jednak, że część entomologów używa terminu sternum dla brzusznej powierzchni całego tułowia i odwłoka, a sternit dla poszczególnych sklerytów.

## Pajęczaki

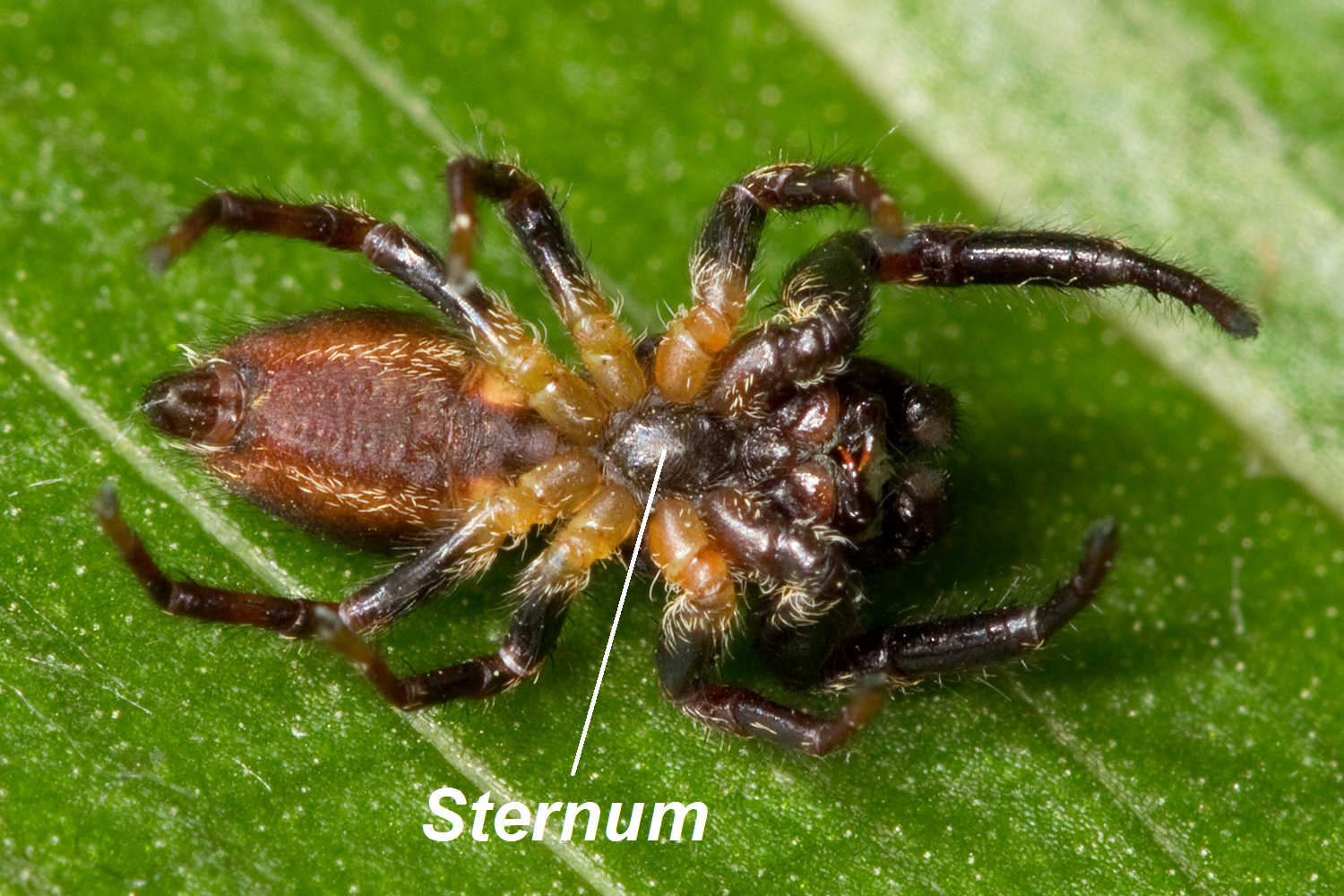
Sternum u pająka Phanias albeolus

Sternity wyróżnia się u tych grup, u których odwłok, a czasem także głowotułów, zachowały przynajmniej częściową segmentację. Przykładem mogą być zaleszczotki, kosarze i skorpiony.

### Pająki
U pająków segmenty odwłoka są zlane ze sobą i nie da się wyróżnić sternitów odwłokowych. Występuje natomiast pojedyncze sternum na spodniej stronie głowotułowia. Jest to płytka zlokalizowana pomiędzy biodrami odnóży przyjmująca różny kształt: owalny, sercowaty, prawie pięciokątny oraz o różnym stopniu wypukłości. Pokryte może być włoskami, szczecinkami lub gładkie. Sternum nie występuje tylko u jednego rodzaju pająków – Aphantochilus.

## Owady

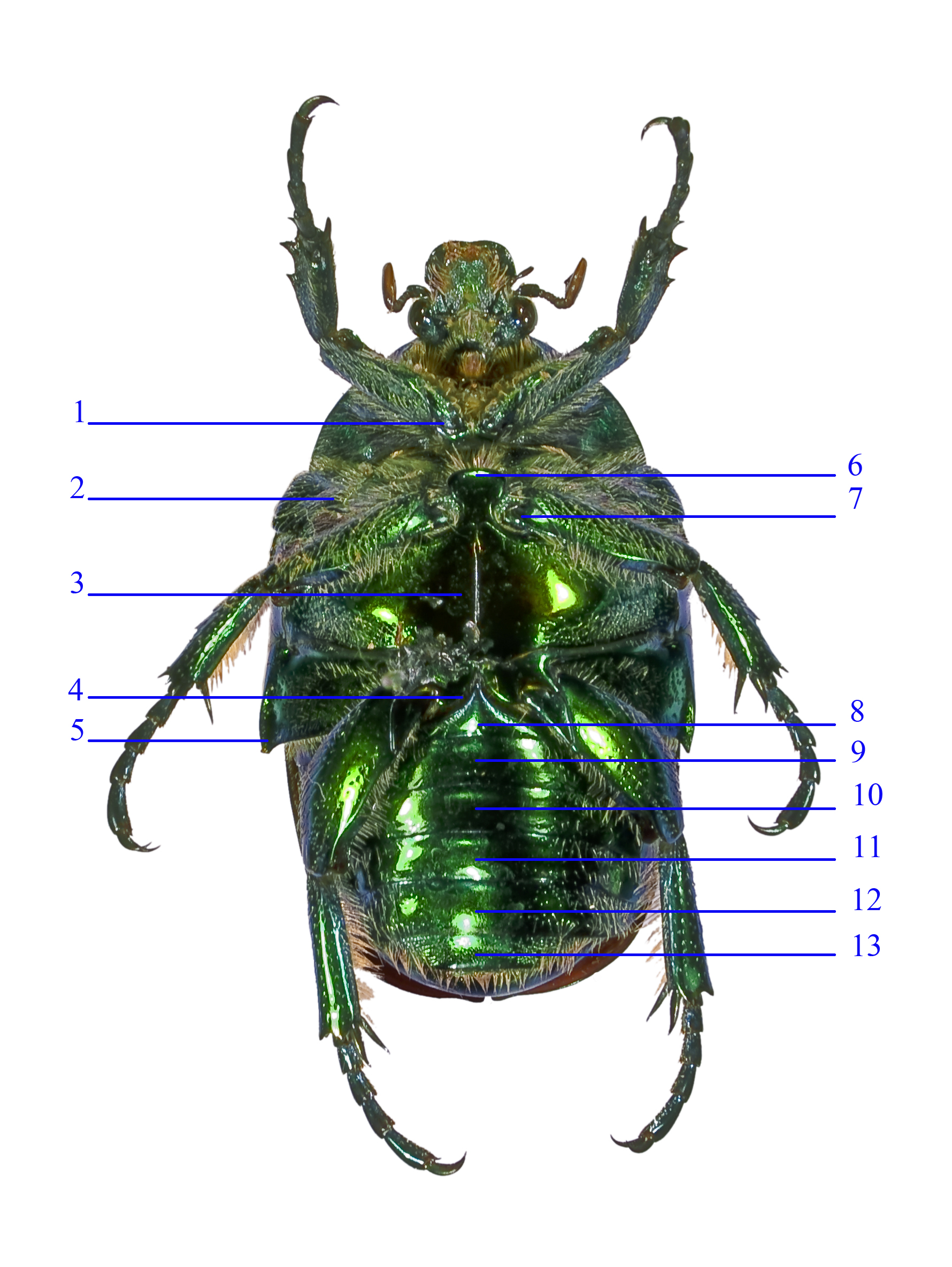
Brzuszny widok chrząszcza z podrodziny kruszczycowatych. Widoczne sternity odwłokowe (ventrites) oznaczone numerami od 8 do 13

U owadów sterna tworzone są zwykle przez pojedyncze sternity, jednak mogą być wtórnie podzielone na dwie lub więcej płytek. Trzy sterna tułowiowe leżą na brzusznej stronie kolejno przedtułowia, śródtułowia i zatułowia – są to: przedpiersie (prosternum), śródpiersie (mesosternum) oraz zapiersie (metasternum). Sterna tułowiowe noszą nazwę eusterna. Obok typowych sternitów, na tułowiu owadów znaleźć można międzysegmentowe zesklerotyzowane intersternity, zwane spinasterna, wyposażone zwykle w kolcopodobny, apodemalny wyrostek będący punktem zaczepu mięśni nazywany spina.
Sternitów odwłokowych jest u owadów uskrzydlonych pierwotnie 12. Te, które są widoczne od zewnątrz, nazywa się wentrytami. Pierwszy sternit jest zwykle przykryty, dlatego numeracja sternitów nie pokrywa się z numeracją wentrytów. Końcowe sternity z kolei bywają zmodyfikowane jako część funkcjonalna genitaliów. Są wówczas często uwstecznione, zmniejszone, wciągnięte do wewnątrz ciała lub błoniaste. Przed przednią krawędzią sternitów po wewnętrznej stronie znajdować się mogą antekosty, będące miejscem przyczepu brzusznych mięśni podłużnych. Z przodu antecosta, na końcach sternitów odwłokowych położone są akrosternity (acrosterna), będą częścią wąskiego, skierowanego do wewnątrz ciała podwinięcia.